# Episodi di Paradise (prima stagione)
La prima stagione della serie televisiva Paradise è stata trasmessa in anteprima negli Stati Uniti d'America dalla CBS tra il 27 ottobre 1988 e il 20 maggio 1989.
| nº | Titolo originale        | Titolo italiano | Prima TV USA     | Prima TV Italia |
| -- | ----------------------- | --------------- | ---------------- | --------------- |
| 1  | The News from St. Louis |                 | 27 ottobre 1988  |                 |
| 2  | The Holstered Gun       |                 | 3 novembre 1988  |                 |
| 3  | Founders' Day           |                 | 10 novembre 1988 |                 |
| 4  | The Ghost Dance         |                 | 24 novembre 1988 |                 |
| 5  | Devil's Canyon          |                 | 1º dicembre 1988 |                 |
| 6  | Stray Bullet            |                 | 8 dicembre 1988  |                 |
| 7  | The Promise             |                 | 15 dicembre 1988 |                 |
| 8  | Childhood's End         |                 | 29 dicembre 1988 |                 |
| 9  | A Private War           |                 | 5 gennaio 1989   |                 |
| 10 | Hard Choices            |                 | 12 gennaio 1989  |                 |
| 11 | Crossroads              |                 | 26 gennaio 1989  |                 |
| 12 | The Traveler            |                 | 2 febbraio 1989  |                 |
| 13 | The Secret              |                 | 8 febbraio 1989  |                 |
| 14 | A House Divided         |                 | 16 febbraio 1989 |                 |
| 15 | The Last Warrior        |                 | 23 febbraio 1989 |                 |
| 16 | Vengeance               |                 | 16 marzo 1989    |                 |
| 17 | A Matter of Honor       |                 | 8 aprile 1989    |                 |
| 18 | Honor Bound             |                 | 15 aprile 1989   |                 |
| 19 | Hour of the Wolf        |                 | 29 aprile 1989   |                 |
| 20 | Treasure                |                 | 6 maggio 1989    |                 |
| 21 | Squaring Off            |                 | 13 maggio 1989   |                 |
| 22 | Long Lost Lawson        |                 | 20 maggio 1989   |                 |